# ميشال فاضل
ميشال فاضل (مواليد 10 فبراير 1976) هو ملحن وعازف بيانو لبناني وأحد أساتذة أراب آيدل. عمل مدرب الغناء في ستار أكاديمي لعدة مواسم. يعزف حاليًا على البيانو في حفلات فيروز. وعمل مع عدة مغنيين مثل نانسي عجرم وإليسا ونوال الزغبي وجوليا بطرس ونبيل شعيل وشيرين عبد الوهاب. وكتب الموسيقى التصويرية لعدة مسلسلات وأفلام وإعلانات.

## النشأة والمسيرة
تعلم ميشال فاضل العزف على البيانو منذ سن الثالثة. وحصل على ماجستير في العزف على البيانو من الكنسرفاتوار الوطني اللبناني بدرجة ممتازة في 1998. ودرس في فرنسا التأليف الموسيقي وقيادة الأوركسترا في كنسرفاتوار بولونيا. فاز ببطولة العالم في الفنون الجميلة عن فئة التأليف الموسيقي التي اقيمت في هوليوود وحاز على الجائزة الأولى عن هذه الفئة. عمل مع عدة مغنيين مثل إليسا ونانسي عجرم وكارول سماحة ونوال الزغبي وجوليا بطرس وزياد بطرس وآدم ونبيل شعيل. وعزف على البيانو في حفلات فيروز وماجدة الرومي وجوليا بطرس. وألف الموسيقى التصويرية لعدة أفلام ومسلسلات وإعلانات. وهو مدرب الغناء في ستار أكاديمي لعدة مواسم. وهو الآن أحد أساتذة أراب آيدل.
و في السنين الأخيره عمل عدة أعمال من توزيعه مع الرادود الحسيني باسم الكربلائي.
وزّع في 2008 أغنية «عشاق» لشذى حسون. ولحن أغنية «يلاّ يلاّ» لمحمد عساف التي كتبها نزار فرنسيس وغناها محمد عساف في كأس العالم لكرة القدم 2014. ووزع أيضا «مالي خلق» التي أداها كاظم الساهر ومتسابقو ذا فويس كيدز في 2016. ولحن ووزع أغنية «الأردن ملعبنا» التي كتبها «عمر ساري» وغنتها كارول سماحة وحسين سلمان بمناسبة كأس العالم للسيدات تحت 17 سنة لكرة القدم 2016. ووزع قصيدة «تجارة لن تبور» للمنشد باسم الكربلائي في محرم 1439 هـ (2017).

## الحياة الشخصية
تزوج المديرة الفنية في إم تي في جويل حميصي في 11 يناير 2011 في كنيسة «سان لويس للآباء الكبوشيين» في وسط بيروت. وحضر الحفل صوفيا المريخ وجورج عساف ووديع أبي رعد. ولهما بنتان ماريا وميشيل (و. 2013).

## أعماله
| الأغنية         | الألبوم     | كلمات       | تلحين       | أداء                              | توزيع      | سنة    |
| --------------- | ----------- | ----------- | ----------- | --------------------------------- | ---------- | ------ |
| عشاق            | ــــــ      | ــــــ      | ــــــ      | شذى حسون                          | ميشال فاضل | 2008   |
| كرمالك انت      | ــــــ      | نزار فرنسيس | ميشال فاضل  | محمد عساف                         | ــــــ     | ــــــ |
| انسي همومك      | ــــــ      | كارول سماحة | ميشال فاضل  | كارول سماحة                       | ــــــ     | ــــــ |
| اهلا بيسوع      | ــــــ      | نزار فرنسيس | ميشال فاضل  | كارول سماحة                       | ــــــ     | ــــــ |
| يلاّ يلاّ*        | ــــــ      | نزار فرنسيس | ميشال فاضل  | محمد عساف                         | ــــــ     | 2014   |
| الأردن ملعبنا** | ــــــ      | عمر ساري    | ميشال فاضل  | كارول سماحة حسين سلمان            | ميشال فاضل | 2016   |
| مالي خلق        | كاظم الساهر | كاظم الساهر | كاظم الساهر | كاظم الساهر ومتسابقو ذا فويس كيدز | ميشال فاضل | 2016   |
| تجارة لن تبور   | ــــــ      | ــــــ      | ــــــ      | باسم الكربلائي                    | ميشال فاضل | 2017   |

-*بمناسبة كأس العالم لكرة القدم 2014

-**بمناسبة كأس العالم للسيدات تحت 17 سنة لكرة القدم 2016

## روابط خارجية
- ميشال فاضل على موقع IMDb (الإنجليزية)